# قرار مجلس الأمن التابع للأمم المتحدة رقم 1170
قرار مجلس الأمن التابع للأمم المتحدة رقم 1170، الذي تم تبنيه بالإجماع في 27 مايو 1998، بعد النظر في الوضع في جميع أنحاء القارة الأفريقية، قرر المجلس تشكيل فريق عامل مخصص لمراجعة توصيات الأمين العام كوفي عنان بشأن صون السلام الدولي والأمن في أفريقيا.

## أعمال
ورحب مجلس الأمن بتقرير الأمين العام عن الوضع في أفريقيا الذي عرض بالتفصيل مصادر الصراع في القارة وسبل معالجتها. قدم كوفي أنان توصيات بشأن تهريب الأسلحة والعقوبات واللاجئين والتعديل الهيكلي ومساعدة التنمية والديون والتجارة. كما شدد على مسؤولية القادة الأفارقة في النزاعات الإقليمية والفشل الاقتصادي، ومخاطر التدخل الأجنبي. وشدد القرار على أن التحديات في أفريقيا تتطلب استجابة شاملة وأن جميع وكالات الأمم المتحدة والمنظمات الدولية وجميع البلدان ستنظر في التوصيات الواردة في التقرير.
ثم تم تشكيل فريق عمل يتألف من جميع أعضاء المجلس لمدة ستة أشهر لاستعراض التوصيات الواردة في التقرير والنظر في سبل تنفيذها وتقديم مقترحات للنظر فيها في أيلول / سبتمبر 1998 عندما يعقد اجتماع على المستوى الوزاري. وشدد المجلس على ضرورة التعاون الوثيق بينه وبين منظمة الوحدة الأفريقية، وأثنى على جهود منظمة الوحدة الأفريقية في منع نشوب النزاعات. وفي الوقت نفسه، تم الترحيب بمساهمات الدول الأعضاء والمنظمات الإقليمية ووكالات الأمم المتحدة لعمليات حفظ السلام في أفريقيا.

## روابط خارجية
- نص القرار في undocs.org